# Hospital Comarcal de Laredo
El Hospital Comarcal de Laredo es un centro sanitario situado en la localidad de Laredo, en la zona oriental de la comunidad autónoma de Cantabria (España).
Tiene como área de influencia el Área de Salud II de Cantabria, que comprende las zonas básicas de salud de Meruelo, Alto Asón, Bajo Asón, Agüera, Gama, Laredo, Colindres y Santoña. Además se integra, junto con el Área de Salud I (Santander), en una de las dos Zonas de Atención Primaria de la región, siendo el hospital de referencia de ésta el Hospital Universitario Marqués de Valdecilla de Santander. Por otra parte, el hospital acoge a una de las Bases asistenciales para Unidades Móviles de Emergencia del 061 Cantabria.
A pesar de su tamaño reducido, el Hospital de Laredo se encuentra entre los 20 mejores hospitales de España, según el Top 20 de 2007 de la empresa privada de información sanitaria IASIST. Además, ha sido distinguido con el galardón Hospital Amigo del Niño, de UNICEF.

## Historia

### Inicios
Las obras del hospital comienzan en septiembre de 1985, acaban en 1990 y el centro queda inaugurado en enero de 1991. Por aquel entonces la gestión del hospital, así como de la asistencia sanitaria en la región corría a cargo del Insalud, organismo dependiente del Ministerio de Sanidad.

### Modernización
La ampliación del hospital comarcal se lleva a cabo una vez transferidas las competencias de sanidad a la comunidad autónoma de Cantabria. Está enmarcada en el llamado "Plan Horizonte" del Servicio Cántabro de Salud, cuyo objetivo es modernizar sus hospitales secundarios, es decir, el de Laredo y el Hospital Sierrallana de Torrelavega. El hospital de Laredo ha aprovechado este plan para orientar su estrategia hacia una atención ambulatoria de los pacientes. Con ello se pretende aumentar la eficiencia y reducir costes en los hospitales de tamaño medio, como es el caso.
Esta ampliación consta de tres fases, la primera se dedicó a construir un nuevo servicio de urgencias y archivo de historias clínicas. La segunda fase, finalizada en 2007, consistió la construcción, reforma y ampliación del hospital de día, una zona de endoscopias, almacenes y vestuarios. Por último, la Fase III del Plan Horizonte, está dirigida a la reforma del bloque quirúrgico y del área de consultas.
En 2008 el Hospital participa como piloto para llevar a cabo la implantación de la historia clínica electrónica en Cantabria, que se realizará con tecnología de la empresa Oracle.
También en 2008, se inicia la implantación de un nuevo sistema de gestión logística integral con control por RFID (pionero en España) que culmina con éxito en 2009 y que aporta una mejora considerable en calidad asistencial y eficiencia económica.

### Futuro
Debido al alto crecimiento desde la década de los 90 de la población en la comarca oriental, especialmente en Castro Urdiales, se ha venido solicitando desde varios estamentos la construcción de un hospital en dicha localidad que responda a dicha demanda y que evite tener que acudir al Hospital de Cruces (en Vizcaya) o al Marqués de Valdecilla (en Santander). El Gobierno de Cantabria por su parte, se comprometió en su Plan de Gobernanza (enlace roto disponible en Internet Archive; véase el historial, la primera versión y la última). de 2005 a que Castro Urdiales contase con un hospital de alta resolución en 2008, sin embargo, el Ayuntamiento castreño aún no ha cedido los terrenos mientras que la Consejería de Sanidad ya tiene redactado el modelo de hospital.

## Especialidades
- Análisis clínicos
- Anatomía patológica
- Anestesiología y reanimación
- Cardiología
- Cirugía general y digestiva
- Farmacia hospitalaria
- Hematología y Hemoterapia
- Medicina interna
- Medicina preventiva y salud pública
- Microbiología y parasitología
- Neumología
- Neurología
- Obstetricia y ginecología
- Oftalmología
- Otorrinolaringología
- Pediatría
- Prevención de riesgos laborales
- Psiquiatría
- Radiodiagnóstico
- Rehabilitación
- Reumatología
- Traumatología y cirugía ortopédica
- Urgencias
- Urología

## Equipamiento radiológico
- 1 TAC helicoidal
- 1 Ecocardiógrafo donado por Caja Cantabria en 2007[12]

## Accesos

### Automóvil
Autovía del Cantábrico (Irún-Santiago de Compostela)
N-634 San Sebastián-Santiago de Compostela

### Autobús
Las líneas con parada en el Hospital son:
- ALSA
  - Autobús Urbano
  - Hospital de Laredo - Castro Urdiales
  - Hospital de Laredo - Guriezo
  - Hospital de Laredo - Santoña